# George M. Whitesides
George McClelland Whitesides (Louisville, Kentucky, 3 de agosto de 1939) es un químico estadounidense conocido entre otras cosas por ser uno de los padres del autoensamblaje molecular. En el período de enero de 1996 a diciembre de 2006 ha sido el químico cuyos artículos han sido más citados en las publicaciones científicas de todo el mundo. Solo en ese periodo había publicado 255 artículos que habían sido citados más de 15.300 veces, una media de 60,16 citas por artículo.

## Estudios y carrera profesional
Estudia la carrera en la Universidad de Harvard doctorándose en el Instituto Tecnológico de California en 1964.
En 1963 empieza a trabajar en el Instituto Tecnológico de Massachusetts (MIT) hasta 1982 fecha en la que se traslada al departamento de química de la Universidad de Harvard. Cuatro años más tarde es nombrado director del departamento durante tres años hasta 1989.

## Contribuciones científicas
Ha desarrollado novedosas y eficientes técnicas de fabricación de materiales en la nanoescala. Entre ellas se encuentran la litografía blanda, mediante la cual consigue que una molécula actúe de soporte o molde para generar multitudes de moléculas con unas características determinadas. También es uno de los padres del autoensamblado molecular, que permite el crecimiento de los materiales de forma organizada, y la litografía blanda, en la que un nanomaterial sirve de molde o soporte para generar materiales con unas determinadas características.

## Cargos, honores y distinciones
Ha sido asesor de instituciones estadounidenses como el Consejo Nacional de Investigación, la Fundación Nacional de Ciencia, el Departamento de Defensa y la NASA. Autor de 1.015 artículos que han sido citados 37.253 veces, ha desarrollado 70 patentes y, con un índice h de 140, lidera el ranking mundial de Química. Doctor honoris causa por la Universidad de Twente (Holanda), recibió la Medalla Nacional de Ciencia (EE. UU., 1998), el Premio Von Hippel de la Sociedad de Investigación de Materiales (EE. UU., 2000), el Kyoto Prize de la Fundación Inamori (Japón, 2003), el Premio Paracelsus de la Sociedad Suiza de Química (2004), el Dan David (Israel, 2005) y el Premio Welch (EE. UU., 2005). Es miembro de la Real Academia de Artes y Ciencias de Holanda, de la Academia Nacional de Ciencias de la India y pertenece a las principales sociedades científicas americanas, como la de las Artes y las Ciencias, la Nacional de Ingeniería, la de Filosofía y la de Ciencias de Nueva York, entre otras.
En 2008) fue galardonado con el Premio Príncipe de Asturias a la Investigación Científica y Técnica, junto con Robert Langer, Shuji Nakamura, Tobin Marks, Sumio Iijima y Tim Berners-Lee.